# يوجيرو موتورا
يوجيرو موتورا (من مواليد 1 نوفمبر عام 1858—13 ديسمبر عام 1912)، والمعروف أيضًا باسم يوزيرو موتورا، وهو واحد من أقدم علماء النفس اليابانيين. اشتُهر بإجـراء البحوث في مجالات الاهتمام بالأطفال في سن المدرسة، ويُذكر شكره وتقديره في بعض المصادر على أنه قام بإنشاء أول مختبر نفسي في اليابان.
وُلِدَ في ساندا، هيوغو، وقد درس موتورا في جامعة بوسطن وأكمل درجة الدكتوراه في الفلسفة في جامعة جونز هوبكنز، لكن الدراسات التي أجراها شملت أيضًا عملًا هامًا في علم النفس الفسيولوجي مع غرانفيل ستانلي هال. وبعد تخرجهما من المدرسة، عاد إلى اليابان، وعمل في كلية الجامعة الإمبراطورية، التي عُرِفت لاحقًا باسم جامعة طوكيو. ثمَّة درس عددًا من الطلاب الذين أصبحوا علماء نفس وأكاديميين من ذوي النفوذ.
باعتباره ممارس لطقوس زازين، قدم موتورا أفكاره حول الموضوع الذي أثر على الفكر النفسي في اليابان. ترجم أيضًا أعمال علماء النفس الغربيين البارزين إلى اليابانية، وأدار أعمالًا مبكرة في علم النفس السريري. كان موتورا ما يزال باحثًا وأستاذًا نشطًا عندما تعاطى مع مرض الحمرة القاتل في منتصف الخمسينات من عمره.

## العمل مع غرانفيل ستانلي هال
غير راضٍ عن تعليمه في بوسطن، ذهب موتورا إلى جامعة جونز هوبكنز للدراسة في مجال عالم النفس التجريبي مع غرانفيل ستانلي هال. وفي ذلك الوقت، كان مختبر هول موطن العديد من الطلاب الذين ذهبوا إلى أن أصبحوا أكاديميين بارزين، بما في ذلك إدموند سانفورد، كليفتون إف. هودج، وجيمس إتش هايسلوب. عندما تقدم موتورا إلى جامعة جون هوبكنز، أشار إلى اهتمام خاص بالنفس الفسيولوجية. ومع ذلك، تحولت مصالحه بمجرد أن وصل إلى المدرسة، وانتهى به الأمر إلى مجال دراسة رئيسي في الفلسفة. كتب رسالة بعنوان «التبادل: باعتباره مبادئ الحياة الاجتماعية».
بداية من منتصف الثمانينيات، ترجم موتورا النظريات الجديدة لعلم النفس الغربي – مثل نظرية جيمس لانج ونظرية المشاعر ثلاثية الأبعاد لفيلهلم فونت – للنشر في اليابان. وعلى الرغم من أنه ترجم عمل فونت، إلا أن موتورا جاء ليصدق أن العاطفة كانت نتاجًا لبُعد واحد فقط (المتعة في مقابل الاستياء).
على الرغم من تأكيده على الفلسفة، لم يذهب موتورا بعيدًا عن علم النفس الفسيولوجي في جون هوبكنز. عندما زار عالم النفس الياباني شو واتيز موتورا في الولايات المتحدة، تم إعطاؤه مع اثنين من زملاءئه خوذات مع أسلاك كهربائية. ارتدى الرجال الخوذات لعدة ليال متتالية في محاولة لتقاسم النتاج الكهربائي لأدمغتهم مع بعضهم البعض. اعتقد موتورا أن هذا قد يسبب الرجال لتجربة نفس الأحلام. قال واتيز «كان رأينا أن الخطأ قد لا يكون مع نظرية الطبيب، لكن مع أنفسنا، لأن الخوذات غالبًا ما تم نزعها بينما كنا نائمين أو بينما كنا نشعر بالقلق». وقال إن موتورا لم يقدم له مثل هذه التجربة مرة أخرى.
عمل موتولا وهال معًا على 1888 دراسة ابتداء من حساسية الجلد حتى تغيرات الضغط. نشرت البحث في العدد الأول من المجلة الأمريكية لعلم النفس أميريكان جورنال أوف سايكولوجي. في وقت لاحق، ذُكر موتورا كطالب متواضع ومتحفظ ويبدو أن لديه مصالح قليلة خارج دراساته في الفلسفة وعلم النفس. وقد موتورا حصل على درجة الدكتوراه في الفلسفة في عام 1888.